# Карл Лагерфелд
Карл Лагерфелд (на немски: Karl Lagerfeld) е немски моден дизайнер и фотограф, работил за известната марка „Шанел“.

## Биография
Лагерфелд е роден през 1933 година в Хамбург в заможно семейство. Родителите му Ото и Елизабет Лагерфелд са производители на консервирано мляко „Глюксклее Милх“. Самият той дава като рождена дата 1938 година, докато вестник „Билд ам Зонтаг“ не публикува откъси от кръщелното му свидетелство, където като година на раждане е записана 1933 година. Така Карл празнува официално през 2003 година своя 65-и и през 2008 година своя 70-и рожден ден, въпреки че е по-стар. След появата на действителната му рождена дата, някои медии използват действителната, други – официалната.
През 1944 година се премества в Бад Брамщед, където е ученик в училището „Юрген Фулендорф“. През 1953 година Карл, заедно с майка си, напуска Германия и се установява в Париж. Там учи в лицея „Монтен“. Според самия него обича да живее сам.
През 1955 година започва работа в ателието на Пиер Балмен, а три години по-късно чиракува при Жан Пату, от когото получава най-важните си уроци по отношение на модата. През 1959 година напуска модната къща и става дизайнер на свободна практика, като изпълнява проекти за „Кризия“, „Шарл Журдан“ и „Валентино“.
През 1964 година, разочарован от света на висшата мода, Лагерфелд изоставя Париж и отива да учи изкуства в Италия. Три години по-късно се завръща в модния бранш като консултант по дизайн във „Фенди“.
През 70-те името му става популярно с работата за „Хлое“, където получава картбланш за изработването на колекциите прет-а-порте. Моделите му са истинско предизвикателство за съвременната мода и за кратко време му носят международна популярност. Така през 1983 година Лагерфелд се озовава в екипа на „Шанел“, заема поста главен дизайнер и завинаги променя посоката на историята на модата. Въпреки първоначалния скептицизъм от страна на критиците, той успява да върне марката под прожекторите на голямата мода. Създава иновативни вариации на класическите модели на „Шанел“, комбинирайки строгия стил на Коко Шанел и съвременните тенденции, което довежда марката до върха през 80-те и 90-те години. През 1997 година списание „Вог“ обявява Лагергелд за „несравним интерпретатор на настроението на момента“.
Лагерфелд живее и работи в Париж и в Биариц, където има имение. Освен това той има къщи в Монте Карло, Рим и Ню Йорк.
Въпреки че е работил за доста модни марки, той успява да запази собственото си чувство за стил по време на цялата си кариера. Успехът му се дължи най-вече на това, че дизайнерът не се страхува да демонстрира явно мнението си и да провокира публиката с неочаквани новаторски решения.

## Критика
Карл Лагерфелд често е критикуван за използването на прекалено слаби манекени в своите модни ревюта.

## Награди
- 1989: Бамби
- 1993: Дизайнерска награда „Lucky Strike“, връчена от фондация Реймънд Лоуи
- 1996: Награда за култура от Немското фотографско дружество
- 2005: Бамби
- 2008: Награда „Модна звезда“ от списание „Ел“